# Voula Patoulidou
Paraskevi »Voula« Patoulidou (grško Παρασκευή »Βούλα« Πατουλίδου), grška atletinja, * 29. marec 1965, Tripotamo, Grčija.
Nastopila je na poletnih olimpijskih igrah v letih 1988, 1992, 1996 in 2000, leta 1992 je dosegla največji uspeh v karieri z osvojitvijo naslova olimpijske prvakinje v teku na 100 m z ovirami. Na sredozemskih igrah leta 1991 je osvojila zlato medaljo v teku na 100 m in srebrno v teku na 100 m z ovirami.